# 芮妮·弗萊明

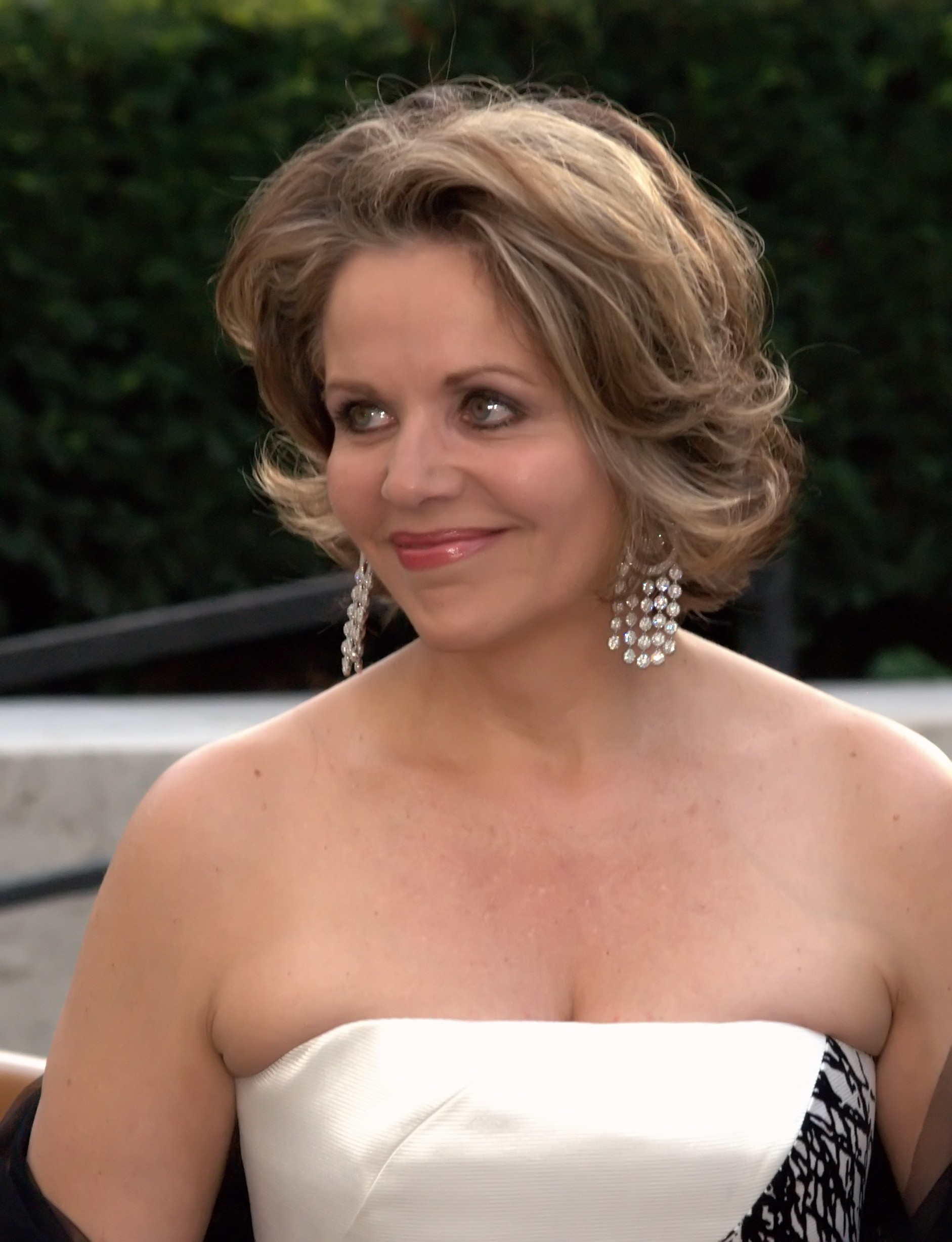
弗莱明在2009年4月

芮妮·弗莱明 (Renée Fleming，1959年2月14日—)，著名美籍女高音歌唱家，除了主唱歌剧外，偶也演唱爵士乐作品。她被认为是现时最顶尖的抒情女高音，而她的美声和美貌令她成为各大歌剧院和音乐厅争相邀请的歌剧唱家。

## 早期生活及教育
弗莱明的父母都是音乐老师。她出生于美国宾夕法尼亚州的印地安纳郡 并在纽约州的罗切斯特长大。她有一位兄弟及一个姊妹，都从事音乐学习。
弗莱明在年轻时喜爱流行音乐，并且十分钦佩琼尼·米歇尔的才华。除标准保留歌剧节目外，她还表演新音乐、百老汇歌舞剧以及其它流行风格音乐。
弗莱明曾在纽约州立大学Potsdam分校的克瑞音乐学院（Crane School of Music）就学。在该校学习时，她参加了一个校外的名为Alger's的爵士乐三重奏乐队进行演唱表演。该乐队的萨克斯手Illinois Jacquet邀请她一起进行他的大乐队（Big band）之旅，但是弗莱明选择前往伊士曼音乐学院继续她的研究生学习，并成为声乐老师Jan DeGaetani的学生。之后她又前往茱莉亚学院继续深造。在朱利亚德学院学习期间，她出演了一系列歌剧角色，如贾科莫·普契尼歌劇《波希米亚人》中的Musetta以及Menotti的《Tamu-Tamu》里的妻子。

## 职业生涯
- 2007年到中国上海举办独唱音乐会[3]。
- 2018年電影《美聲唱法（英语：Bel Canto (film)）》中為茱莉安·摩爾飾演的羅克珊·科斯（Roxane Coss）唱歌時配音。

## 个人生活
弗莱明与演员Rick Ross结婚并育有两个女儿。两人于1998年离婚。

## 參见
- Warrack, J. & West, E. (1996). The Concise Oxford Dictionary of Opera - 3rd Edition. New York, NY: Oxford University Press. Page 169. ISBN 0-19-280028-0.